# Michał Piróg
Michał Paweł Piróg (ur. 28 maja 1979 w Kielcach) – polski tancerz, choreograf i nauczyciel tańca w technikach: jazz, modern jazz, afro jazz, taniec współczesny, funky jazz i broadway jazz; także prezenter telewizyjny, aktor, aktywista społeczny i celebryta. Współpracował z teatrami w Polsce, Francji, Belgii i Szwajcarii. 

## Życiorys

### Wczesne lata
Urodził się w Kielcach. Jego matka, Anna, jest położną. Jego rodzina ze strony matki była pochodzenia żydowskiego. Jego starszy o cztery lata brat Sebastian został właścicielem kieleckiego Pośrednictwa Finansowego, Semper Fit Strefa Zdrowia i Urody. Kiedy miał półtora roku, w wyniku przyjęcia zbyt dużej dawki szczepionki miał poważne problemy zdrowotne i mógł już nigdy nie stanąć na nogi, jednak pokonał chorobę. 
W wieku 15 lat ujawnił matce, że jest gejem. Publicznego coming outu dokonał w 2007 na łamach „Super Expressu”. W dorosłym życiu związał się z Gminą Wyznaniową Żydowską w Warszawie.
W 1998 ukończył kieleckie III Liceum Ogólnokształcącego im. C.K. Norwida, gdzie uczęszczał do klasy o profilu humanistyczno-teatralnym. Pracował jako kelner w knajpie, był barmanem, rozdawał ulotki dla ludzi otyłych w Kieleckim Klubie Kwadransowych Grubasów i prowadził zajęcia fitness. Studiował dziennikarstwo, a także filozofię na Uniwersytecie Jagiellońskim.

### Kariera

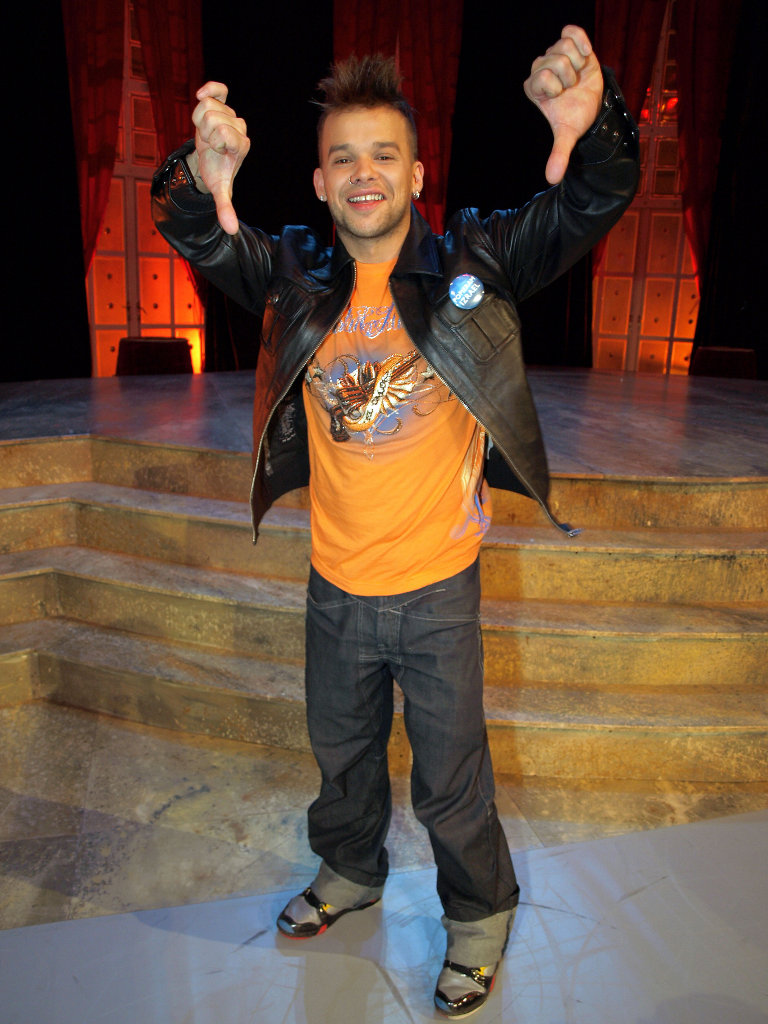
Piróg (2009)

Gdy miał 16 lat, zafascynował się tańcem. Jako samouk uczył się tańca z kaset VHS. W wieku 19 lat zaczął tańczyć w grupie działającej przy Kieleckim Teatrze Tańca, a po kilku miesiącach dostał propozycję, żeby przejść do grupy adeptów teatru, w której ćwiczyło się układy do repertuaru. 15 listopada 1998 zadebiutował na scenie jako tancerz rolą narkomana w spektaklu baletowym Być albo brać w reżyserii Piotra Galińskiego. W 2000 wystąpił w widowisku-pieśni Negro spirituals Dla Ciebie, Panie. W latach 2001–2002 pracował jako choreograf i tancerz w programie TVN Droga do gwiazd. Występował m.in. w musicalach Chicago (2002) w Teatrze Komedia i Koty (2004) w Teatrze Muzycznym Roma. W 2006 uczył układów choreograficznych w programie MTV Polska W rytmie MTV oraz wystąpił w roli młodego Araba w sztuce Madryt 03 (reż. Dariusz Lewandowski). W 2007 wystąpił w teledysku do piosenki zespołu IRA „Trochę wolniej” oraz był odpowiedzialny za ruch sceniczny w przedstawieniu Neila LaBute’a Gruba świnia w Teatrze Powszechnym i współtworzył choreografię do spektaklu Po godzinach.
Ogólnopolską popularność przyniosło mu jurorowanie w programie rozrywkowym TVN You Can Dance – Po prostu tańcz (2007–2012, 2015–2016). W 2008 współprowadził program Twój prywatny instruktor tańca dla TVN Style. Był instruktorem w Autorskiej Szkole Musicalowej Macieja Pawłowskiego w Olsztynie.  W 2009 pojawił się gościnnie w filmie Zamiana i serialu Niania. Od 2010 współprowadzi program TVN Top Model. W latach 2010–2012 prowadził szkołę taneczną Horn Dance Company, dzięki której chciał wspierać utalentowanych tancerzy z biednych rodzin. W 2011 wystąpił w filmie edukacyjnym z serii SOS dla świata realizowanym przez TVN na zlecenie fundacji WWF. W 2014 zagrał w filmie Wkręceni 2. W 2016 wystąpił gościnnie w serialu Druga szansa, a w latach 2016–2017 grał postać Zibiego Dola w serialu Wmiksowani.pl.

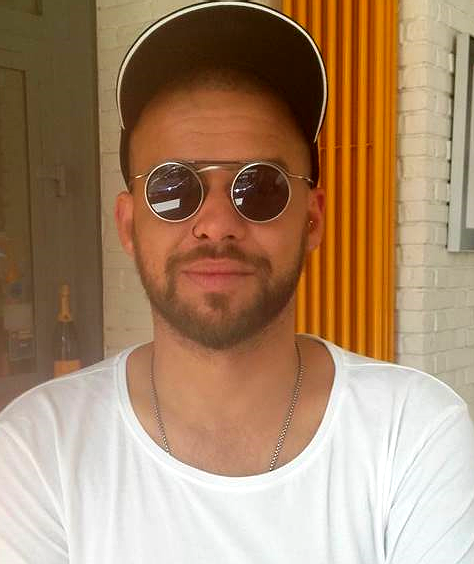
Piróg (2016)

Od 2017 występuje z warszawskim Teatrem „Fabryka Marzeń”; grał postać policjanta Michała Tomasiaka, asystenta inspektora policji (Krzysztof Ibisz) w interaktywnej komedii kryminalnej niemieckiego dramaturga i poety Paula Pörtnera Szalone nożyczki (od 2017), rolę kreatywnego sąsiada Tristana w farsie Chcesz się bawić? Zadzwoń! (2018) i Marka w sztuce Marca Camolettiego Pomoc domowa (2019) w przekładzie Bartosza Wierzbięty i reż. Rafała Sisickiego.
W 2017 był narratorem w programie Comedy Central Drunk History – Pół litra historii oraz uczestniczył w drugiej edycji reality show Azja Express. 16 kwietnia 2019 ukazała się jego autobiografia Chcę żyć, we wrześniu zaangażował się w akcję „Głosuję na miłość”, zachęcającą do oddania głosu w wyborach parlamentarnych na partie polityczne wspierające środowisko LGBT, w październiku prowadził sześcioodcinkowy program internetowy Onet.pl Zielone gwiazdy, a w grudniu wziął udział w kampanii społecznej „Nie wstydź się” i sesji zdjęciowej do kalendarza magazynu „Replika”.
Był na okładkach magazynów: „e!stilo” (sierpień 2010), „Viva!” (grudzień 2010, kwiecień 2014), „Mój pies” (wrzesień 2011), „Vege” (luty 2012), „Gala” (lipiec 2012) i „Wprost” (kwiecień 2014). Wziął udział w reklamie H&M (2019) i kampanii reklamowej Żywca Zdrój (2020).

## Publikacje
- Izabela Bartosz, Michał Piróg: Chcę żyć. Muza, 2014, s. 328. ISBN 978-83-775-8751-5.
- Michał Piróg: Wszystko jest po coś. Czerwone i Czarne, 2016, s. 294. ISBN 978-83-770-0252-0.

## Filmografia
- 2009: Zamiana jako Joni
- 2009: Niania – obsada aktorska (w odc. 121. wystąpił w roli samego siebie)
- 2014: Wkręceni 2 jako juror
- 2016: Druga szansa w roli samego siebie
- 2016–2017: Wmiksowani.pl jako Zibi Dól
- 2024: Listy do M. Pożegnania i powroty jako kelner

## Role teatralne
| Rok premiery | Tytuł                                                | Autor                     | Reżyser              | Rola                                                   | Teatr                                         |
| ------------ | ---------------------------------------------------- | ------------------------- | -------------------- | ------------------------------------------------------ | --------------------------------------------- |
| 1998         | Być albo brać                                        | spektakl baletowy/ruchowy | Piotr Galiński       | narkoman                                               | Kielecki Teatr Tańca                          |
| 2000         | Błękitna rapsodia                                    | George Gershwin           | Elżbieta Szlufik     |                                                        | Kielecki Teatr Tańca                          |
| 2000         | Dla Ciebie Panie                                     | pieśni Negro spirituals   | Elżbieta Szlufik     |                                                        | Kielecki Teatr Tańca                          |
| 2002         | Chicago                                              | John Kander               | Krzysztof Jasiński   | lekarz                                                 | Teatr Komedia w Warszawie                     |
| 2004         | Koty                                                 | Andrew Lloyd Webber       | Wojciech Kępczyński  | Klaps, Raptus Zuch                                     | Teatr Muzyczny „Roma”                         |
| 2005         | Razem możemy więcej                                  |                           | Krzysztof Adamski    |                                                        | przedstawienie impresaryjne                   |
| 2006         | Madryt 03                                            | spektakl baletowy/ruchowy | Dariusz Lewandowski  |                                                        | Kompania Primavera Warszawa                   |
| 2007         | Gruba świnia                                         | Neil LaBute               | Krzysztof Rekowski   | ruch sceniczny                                         | Teatr Powszechny w Warszawie                  |
| 2007         | Po godzinach                                         | spektakl baletowy/ruchowy | zespół               |                                                        | Teatr Tańca Zawirowania                       |
| 2008         | Poczekalnia                                          | spektakl baletowy/ruchowy | Dariusz Lewandowski  |                                                        | Kompania Primavera Warszawa                   |
| 2017         | Szalone nożyczki                                     | Paul Pörtner              | Jakub Ehrlich        | policjant Michał Tomasiak, asystent inspektora policji | Teatr Fabryka Marzeń/Teatr Palladium Warszawa |
| 2018         | Chcesz się bawić? Zadzwoń!                           | I. D. Clark, M. Kash      | Radosław Dunaszewski | Tristan, sąsiad                                        | Teatr Fabryka Marzeń/Teatr Palladium Warszawa |
| 2019         | Pomoc domowa                                         | Marc Camoletti            | Rafał Sisicki        | Marek                                                  | Teatr Fabryka Marzeń/Teatr Palladium Warszawa |
| 2023         | Damski biznes                                        | Marcia Kush, Doug Hughes  | Marcin Zbyszyński    | Bruno Frufferelli                                      | Teatr Fabryka Marzeń/Teatr Palladium Warszawa |
| 2023         | Kolejny wieczór kawalerski, czyli na gorącym uczynku | Robin Hawdon              | Maciej Kowalewski    | Cindy                                                  | Scena Relax/PrisMedia                         |
| 2023         | Superprodukcja, czyli kręcimy Krzyżaków              | Michał Paszczyk           | Michał Paszczyk      | Aktor I                                                | Scena Relax/PrisMedia                         |
| 2024         | Bóg mordu (Le Dieu du carnage)                       | Yasmina Reza              | Johnny Witty         | Michel                                                 | Scena Relax/PrisMedia                         |
| 2024         | Mayday 3 – Bigamistka                                | Ray Cooney                | Maciej Kowalewski    | reporter / Bobby Franklin                              | Scena Relax/PrisMedia                         |
| 2024         | Męski interes                                        | Maciej Kowalewski         | Maciej Kowalewski    | Klopp                                                  | Scena Relax/PrisMedia                         |